# 吳淑敏
吳淑敏（1981年1月17日—），台灣台語女歌手，出生於高雄市鹽埕區。自國小五年級參與臺視《五燈獎》歌唱比賽後，逐漸進入歌壇的她，累積多年走唱和主持經驗後，於2003年以台語專輯《無藥醫的愛》，重返流行歌手之列。
其乾爸為知名藝人澎恰恰。

## 出道
1991年，年僅十歲的吳淑敏參加臺灣電視公司《五燈獎》的歌唱比賽單元〈小朋友歌唱比賽〉，因為歌唱《變色的長城》最後一句，樂隊停頓時，以為要升高8度演唱，導致走音而衛冕失利、在五度四關飲恨，被詹曼鈴挑戰成功，但也獲得觀眾同情，也成為電視歌唱比賽史上重要一頁。
1992年，吳淑敏獲得三立影視予以錄製伴唱帶的機會。
1994年，十三歲的吳淑敏錄製「少女的心聲」專輯，正式進入歌壇。自此，開始於全臺各大歌廳演唱。爾後，因母親負債，開始為還債而忙碌於歌唱工作中，直至後來因緣際會，開始有機會主持電視臺的戶外節目；終於2003年，以台語歌手身份重返歌壇。
2006年，慿著「心愛的」專輯，入圍第17屆金曲獎最佳台語女演唱人獎。
2007年，慿著「等你返來」專輯，入圍第18屆金曲獎最佳台語女演唱人獎。
2013年，憑著「不知影」專輯，入圍第24屆金曲獎最佳台語女歌手獎。

## 歌唱比賽
- 1991年臺視「五燈獎」：五度四關半頭銜。
- 電視節目，百萬大歌星20080621，三十萬獎金得主。
- 民視電視節目，我的第一次 2009年4月5日，不看歌詞，完整唱完林憶蓮的代表作品"愛上一個不回家的人"，獲獎金十萬元。

## 音樂專輯
| 發行日期       | 專輯名稱       | 唱片公司 | 曲目 |
| 1992年         | 台語金曲專輯   | 吉馬唱片 | 曲目 1. 愛妳不惜代價 2. 無緣的愛(新曲) 3. 緣份 4. 情影 5. 等無人 6. 望月想愛人 7. 誰人甲我比 8. 台北今夜冷清清 9. 流浪的歌聲 10. 望酒解脫一切 11. 無緣的愛(冰雨) 12. 行船曲                                                                          |
| 1992年         | 國語金曲專輯   | 吉馬唱片 | 曲目 1. 四個願望 2. 真情比酒濃 3. 誰能禁止我的愛 4. 媽媽送我一個吉他 5. 外婆的澎湖灣 6. 盈盈的祝福 7. 祝你幸福 8. 蝸牛與黃鸝鳥 9. 愛的路上我和你 10. 捉泥鰍 11. 關達啦美啦 12. 有真情有活力                                                          |
| 1993年         | 國語金曲精選   | 吉馬唱片 | 曲目 1. 新鴛鴦蝴蝶夢 2. 真情難收 3. 相知相守 4. 簾後 5. 得意的笑 6. 一天一點愛戀 7. 不要問我過的好不好 8. 容易受傷的女人 9. 誰的眼淚在飛 10. 野鳥 |
| 1993年         | 台語金曲精選   | 吉馬唱片 | 曲目 1. 叫我要如何 2. 車站 3. 痴情月娘島 4. 講什麼昨暝歹勢 5. 用心等待你 6. 愛情路 7. 双叉路口 8. 偷偷愛著你 9. 海海人生 10. 甘願 |
| 1994年8月      | 少女的心聲     | 福和唱片 | 曲目 1. 少女的心聲 2. 初戀的滋味 3. 媽媽請你不通痛 4. 茫茫到深更 5. 愛你著呢深 6. 愛我三分鐘 7. 留你留祙著 8. 無情放祙記 9. 飛入你的窗 10. 甘講你不知 11. 三年的舊情 12. 錯愛                                                                        |
| 1995年7月      | 少女的期待     | 福和唱片 | 曲目 1. 少女的期待(青春版) 2. 鄉親情 3. 為著你一人 4. 思念故鄉的媽媽 5. 真心的愛 6. 生命的太陽 7. 一生甘願跟你走 8. 酒是舞伴你是生命 9. 送你一欉玫瑰花 10. 痴情無流行 11. 作伴 12. 少女的期待(純情版)                                                |
| 1996年         | 台語百萬金曲   | 吉馬唱片 | 曲目 1. 車站 2. 台北今夜冷清清 3. 誰人甲我比 4. 愛你不惜代價 5. 雙叉路口 6. 甘願 7. 叫我要如何 8. 緣份 9. 海海人生 10. 野鳥 11. 望酒解脫一切 12. 無緣的愛                                                                                            |
| 1996年         | 國語百萬金曲   | 吉馬唱片 | 曲目 1. 誰的眼淚在飛 2. 容易受傷的女人 3. 一天一點愛戀 4. 四個願望 5. 蝸牛與黃鸝鳥 6. 祝你幸福 7. 新鴛鴦蝴蝶夢 8. 得意的笑 9. 誰能禁止我的愛 10. 真情難收 11. 真情比酒濃 12. 愛的路上我和你                                                          |
| 1998年         | 阮的一生       | 金銳唱片 | 曲目 1. 阮的一生 2. 愛你‧想你‧等你 3. 你的人‧我的夢 4. 免講嘛知 5. 你若有情 6. 等待有心人 7. 愛你每一天 8. 思情 9. 跟音樂跳舞 10. 愛你的心天也悲 |
| 1999年         | 心肝親像鐵     | 華特音樂 | 曲目 1. 心肝親像鐵 2. 傷心傷情 3. 絕情批 4. 苦苦的酒 5. 青春的夢 6. 若不是你無情，我抹傷心 7. 十字路口 8. 少女的心聲(2000R&B版) 9. 免講嘛知 10. 你若有情 11. 初戀的滋味(恰恰版)                                                                      |
| 2003年6月      | 無藥醫的愛     | 全員集合 | 曲目 1. 無藥醫的愛 2. 愛情的Melody 3. 愛一分 傷一分 痛一分 4. 城市 5. 琴聲 6. 心酸 7. 伴阮一世人 8. 離開愛的人 9. 無藥醫的愛(卡拉) 10. 愛情的Melody(卡拉) 11. 愛一分傷一分痛一分(卡拉) 12. 城市(卡拉)                                                |
| 2003年10月     | 為情為愛夢一生 | 全員集合 | 曲目 1. 為情為愛夢一生 2. 愛情 3. 月光暝 4. 感情列車 5. 愛情不是夢 6. 楊梅花 7. 愛情咖啡 8. 大家來作伙 9. 愛到底 10. 為情為愛夢一生(舞曲版) |
| 2004年10月     | 風中一句話     | 全員集合 | 曲目 1. 風中一句話 2. 千年萬年 3. 不知你好嘸 4. 找一個人來愛 5. 愛恨分袂清 6. 無藥醫的愛 7. 為情為愛夢一生 8. 愛情 9. 愛一分、傷一分、痛一分 10. 愛情的Melody 11. 感情列車 12. 城市                                                                  |
| 2006年3月2日   | 心愛的         | 喜瑪拉雅 | 曲目 1. 心愛的 2. 他愛的人 3. 後會有期 4. 放在心肝 5. 愛你的歌 6. 甘講你不知 7. 心裡有你 8. 伴 9. 心愛的(卡拉) 10. 他愛的人(卡拉) |
| 2006年12月     | 等你返來       | 喜瑪拉雅 | 曲目 1. 等你返來 2. 朋友娘娘 3. 美麗蝴蝶 4. Good bye真愛 5. 真心作伴(vs藍弘欽) 6. 船過水無痕 7. 咱的愛 8. 笑的時拵尚水 9. 等你返來(卡拉) 10. 朋友娘娘(卡拉)                                                                                          |
| 2007年11月30日 | 因為拄到你     | 喜瑪拉雅 | 曲目 1. 胭脂夢 2. 因為拄到你(vs施文彬) 3. 迷到無藥醫 4. 認份 5. 嫁乎你喲 6. 你是我的心肝寶貝 7. 愛你心痛 無愛孤單 8. 離開你的人是我 9. 你是我的心肝寶貝(卡拉) 10. 迷到無藥醫(卡拉)                                                                   |
| 2008年8月22日  | 腳：新歌+精選  | 迪笙國際 | 曲目 1. 腳 2. 中頭彩 3. 你不愛我 4. 堅強是你的名 5. 等你返來 6. 伴 7. 胭脂夢 8. 朋友娘娘 9. 放在心肝 10. 嫁乎你喲 11. 美麗蝴蝶 12. 迷到無藥醫 |
| 2008年12月23日 | 愛恨分明       | 迪笙國際 | 曲目 1. 愛恨分明 2. 不同的月娘 3. 春花露水 4. 十七八歲的年代 5. 沒愛尚大 6. 只愛你一擺 7. 愛甲輕鬆 8. 夢中的夢 9. 愛恨分明(卡拉) 10. 不同的月娘(卡拉)                                                                                                |
| 2009年6月3日   | 體貼你心肝     | 喜瑪拉雅 | 曲目 1. 我的真心話 2. 純情恰恰 3. 體貼你心肝(vs周韋杰) 4. 做你的朋友 5. 中頭彩 6. 心愛的 7. 因為拄到你(vs施文彬) 8. Good bye真愛 9. 真心作伴(vs藍弘欽) 10. 他愛的人(vs林美)                                                                          |
| 2009年12月2日  | 等待真心       | 喜瑪拉雅 | 曲目 1. 無情放乎開 2. 跳袂煞 3. 等待真心(vs周韋杰) 4. 大聲來唱歌 5. 愛無味 6. 第四個禮拜 7. 卡布奇諾 8. 花謝落土 9. 跳袂煞(卡拉) 10. 等待真心(卡拉)                                                                                                  |
| 2010年8月4日   | 阮是用心來愛你 | 喜瑪拉雅 | 曲目 1. 你走 2. 一路順風 3. 天有打算 4. 無聲的祝福 5. 阮是用心來愛你 6. 思念是你離開才開始 7. 唱袂煞的情歌 8. 回頭攏是夢 9. 你走(卡拉) 10. 阮是用心來愛你(卡拉)                                                                                      |
| 2010年12月24日 | 傷心是誰的     | 撼將影音 | 曲目 1. 傷心夢 2. 做伙 Party 3. 愛算命的查某人 4. 傷心是誰的 5. 欲哭無聲 6. 憨人的幸福 7. 空中戀情 8. 愛的力量 9. 傷心夢(卡拉) 10. 愛算命的查某人(卡拉)                                                                                              |
| 2011年         | 鴛鴦線         | 撼將影音 | 曲目 1. 鴛鴦線 2. 愛情的滋味 3. 舊情又綿綿 4. 愛一回痛一回 5. 阿母講 6. 猶原愛你 7. 憨查某 8. 夜班火車 9. 愛情的滋味(卡拉) 10. 鴛鴦線(卡拉) 11. 舊情又綿綿(卡拉)                                                                                     |
| 2012年1月20日  | 天光           | 撼將影音 | 曲目 1. 天光(三人對唱) 2. 傷心海岸線 3. 比快樂擱卡真 4. Bad Boy 5. 千年萬年 6. 愛一分、傷一分、痛一分 7. 還是很愛你(國語三人對唱) 8. 紅顏(國語) 9. 還是很愛你(國語獨唱版) 10. 天光(卡拉) 11. 傷心海岸線(卡拉) 12. 還是很愛你(卡拉)                   |
| 2012年12月7日  | 不知影         | 撼將影音 | 曲目 1. 不知影(vs康康) 2. 沒月亮的暗暝 3. 等待青春 4. 遙遠的愛情 5. 半支菸 6. 夢中花 7. 愛你一生 8. 朋友請妳不免傷心 9. 阮的一生交乎你 10. 還是很愛你(vs梅東生.簡語卉) 11. 不知影(卡拉) 12. 遙遠的愛情(卡拉) 13. 等待愛情(卡拉) 14. 還是很愛你(卡拉) |
| 2013年12月23日 | 風颱雨         | 撼將影音 | 曲目 1. 風颱雨 2. 住入你心內 3. 啥咪心態 4. 愛是啥咪 5. 得不到的愛情 6. 愛著伊我身不由己 7. 颱風假 8. 找一種平靜 9. 自找煩惱 10. 溫柔的愛情 11. 風颱雨(卡拉) 12. 愛是啥咪(卡拉) 13. 得不到的愛情(卡拉) 14. 颱風假(卡拉)                              |
| 2018年12月28日 | 情畫情話       | 動脈音樂 | 曲目 1. 雨暝 2. 下車 3. 情畫情話 4. 佗位有風吹 5. 純情風 6. 現在的你呢 7. 天註定 8. 你甘會記 9. 情無底 愛有賰 10. 愛阮萬萬年 |

## 個人生活
2019年7月31日宣布將與國標舞老師葉家霖結婚，且已懷有五個月身孕。同年11月，剖腹生下兒子。

## 主持
| 年份 | 頻道           | 節目           | 備註                     |
|      | 中視           | 《寶島料理王》 | 與康康、愛紗共同主持     |
|      | 臺視家庭臺     | 《台灣好好玩》 |                          |
|      | 緯來綜合臺     | 《離家吃走》   | 與陽帆共同主持           |
|      | 緯來綜合臺     | 《臺灣夜未眠》 | 與陽帆共同主持           |
|      | 臺視           | 《青春行天下》 | 與何篤霖共同主持         |
|      | 臺視           | 《鄉親逗陣行》 | 與羅時豐、林美共同主持   |
|      | 太陽衛視       | 《食在好吃》   |                          |
|      | 太陽衛視       | 《台北街頭》   |                          |
|      | 臺視家庭台     | 《歡樂逍遙遊》 |                          |
|      | 世界衛星電視台 | 《世界趴趴GO》 |                          |
|      | 國衛電視台     | 《娛樂我最夯》 |                          |
| 2020 | 大立電視台     | 《再唱一百年》 | 與張文綺、劉家榮共同主持 |

## 戲劇演出
| 年份   | 頻道     | 劇名               | 飾演   |
| 2004年 | 台視     | 《兄弟姊妹》       | 鄭雅芬 |
| 2004年 | 東森電視 | 《婆媳過招千百回》 | Tracy  |
| 2011年 | 大愛     | 《鐵牛春花》       |        |
| 2017年 | 台視     | 《牡丹花開》       | 鍾麗華 |
| 2019年 | 華視     | 《鬥陣來鬧熱》     | 吳嘉嘉 |

## 電影
- 2016年演出人生按個讚 阿萍

## 廣告
- 龍杏生技製藥：「龍喀散」廣告
- 台北勞工教育電台：《天天樂透天》『天天樂透天，讓您快樂一整天！』

## 獎項紀錄
| 年份 | 獲提名       | 獎項                            | 結果 |
| ---- | ------------ | ------------------------------- | ---- |
| 2006 | 《心愛的》   | 第17屆金曲獎 最佳台語女演唱人獎 | 提名 |
| 2007 | 《等你返來》 | 第18屆金曲獎 最佳台語女歌手獎   | 提名 |
| 2013 | 《不知影》   | 第24屆金曲獎 最佳台語女歌手獎   | 提名 |

## 外部連結
- 吳淑敏的Facebook專頁